# Tamamura
Tamamura (玉村町 Tamamura-machi?) es un pueblo en la prefectura de Gunma, Japón, localizado en la parte central de la isla de Honshū, en la región de Kantō. El 1 de marzo de 2021 tenía una población estimada de 36 041 habitantes y una densidad de población de 1398 personas por km².

## Geografía
Tamamura se encuentra en el sur de la prefectura de Gunma, en el extremo norte de la llanura de Kantō y en la margen derecha del río Tone. Limita con las ciudades de Takasaki, Isesaki, Maebashi y Fujioka, así como con Honjō y Kamisato en la prefectura de Saitama.

## Historia
Tamamura se desarrolló durante el período Edo como una de las estaciones en el Nikkō Reiheishi Kaidō, una subruta al Nikkō Kaidō que conectaba el Nakasendō con Nikkō, sin pasar por Edo.
El pueblo moderno de Tamamura fue creada dentro del distrito de Nawa el 1 de abril de 1889. El distrito de Nawa y el distrito de Sai se fusionaron para formar el distrito de Sawa en 1896. El 10 de abril de 1955, Tamamura se anexionó el vecino de Shibane, seguido de Jōyō el 1 de agosto de 1957.

## Demografía
Según los datos del censo japonés, la población de Tamamura ha crecido rápidamente en los últimos 40 años.
| Gráfica de evolución demográfica de Tamamura entre 1960 y 2015 |
|                                                                |
| Oficina de Estadística de Japón                                |